# Callopistria venus
Callopistria venus är en fjärilsart som beskrevs av Otto Staudinger 1888. Callopistria venus ingår i släktet Callopistria och familjen nattflyn. Inga underarter finns listade i Catalogue of Life.